# 久保通猷
久保 通猷（くぼ つうゆう、文久3年9月16日（1863年10月28日） – 昭和12年（1937年）5月2日）は、日本および同統治下台湾の官僚、政治家、実業家。衆議院議員（立憲政友会→中正会）。福岡県若松町長。

## 経歴
長門国厚狭郡厚西村（現在の山陽小野田市）出身。小学校卒業後、独学で文学、政治、経済、法律を学び1895年（明治28年）、高等文官試験に合格し、内務省、台湾総督府、地方官として勤務した。退官後は1912年（明治45年）、第11回衆議院議員総選挙に出馬し当選、そのほか若松町長も務めた。その他に私立興風中学校理事長を務め、その後大連に渡り、大連大正米製造合資会社の代表を務めた。

## 年譜
- 1895年（明治28年）11月 高等文官試験合格[6]
- 1896年（明治29年）
  - 6月 会計検査院第一部第二課勤務、検査官補[7]
  - 12月 第二部第三課勤務[8]
- 1897年（明治30年）2月 依願免官[9]
- 1899年（明治32年）12月 台湾総督府鉄道部事務官[10]
- 1901年（明治34年）3月 休職[11]
- 1902年（明治35年）
  - 8月 依願免官[12]
  - 10月 栃木県警部長[13]
- 1903年（明治36年）7月 富山県警部長[14]
- 1905年（明治38年）
  - 4月 富山県事務官、第四部長[15]
  - 8月 高知県事務官、第三部長[16][17]
  - 12月 休職[18]
- 1908年（明治41年）7月 休職期間満了により退官[19]
- 1910年（明治42年）10月 台湾総督府南投庁長[20]
- 1911年（明治44年）12月 依願免官
- 1912年（明治45年）5月 帝国議会（衆議院）議員（1914年（大正3年）12月まで）。
- 1912年（大正元年）8月 福岡県若松町長（1913年（大正2年）9月まで）。[21]
- 1926年（大正15年）10月25日 大正製薬専務谷孝信らによる関東庁払い下げモルヒネ不正売り渡し事件で恐喝により大連地方法院から懲役1年の実刑判決[22]（求刑は懲役1年6月[23]）。
- 1928年（昭和3年）4月28日 モルヒネ事件で旅順高等法院は上告棄却、懲役6月執行猶予3年の有罪判決が確定[24]。これにより従五位返上を命じられ[25]、勲四等及び大礼記念章を褫奪された[26]。

## 栄典
叙位
- 正八位 1895年（明治29年）7月31日[27]
- 正七位 1900年（明治33年）2月10日[28]
- 従六位 1903年（明治36年）11月10日[29]
- 正六位 1905年（明治38年）12月20日[30]
- 従五位 1911年（明治44年）11月30日[31]
  - 返上を命じられる 1928年（昭和3年）6月9日[25]

叙勲
- 勲五等双光旭日章 1906年（明治39年）4月1日[32]
- 勲四等旭日小綬章 1916年（大正5年）4月1日[33]
- 大礼記念章 1915年（大正4年）11月10日[34]
  - 勲四等及び大礼記念章褫奪 1929年（昭和4年）12月24日[26]